# Japan Foundation

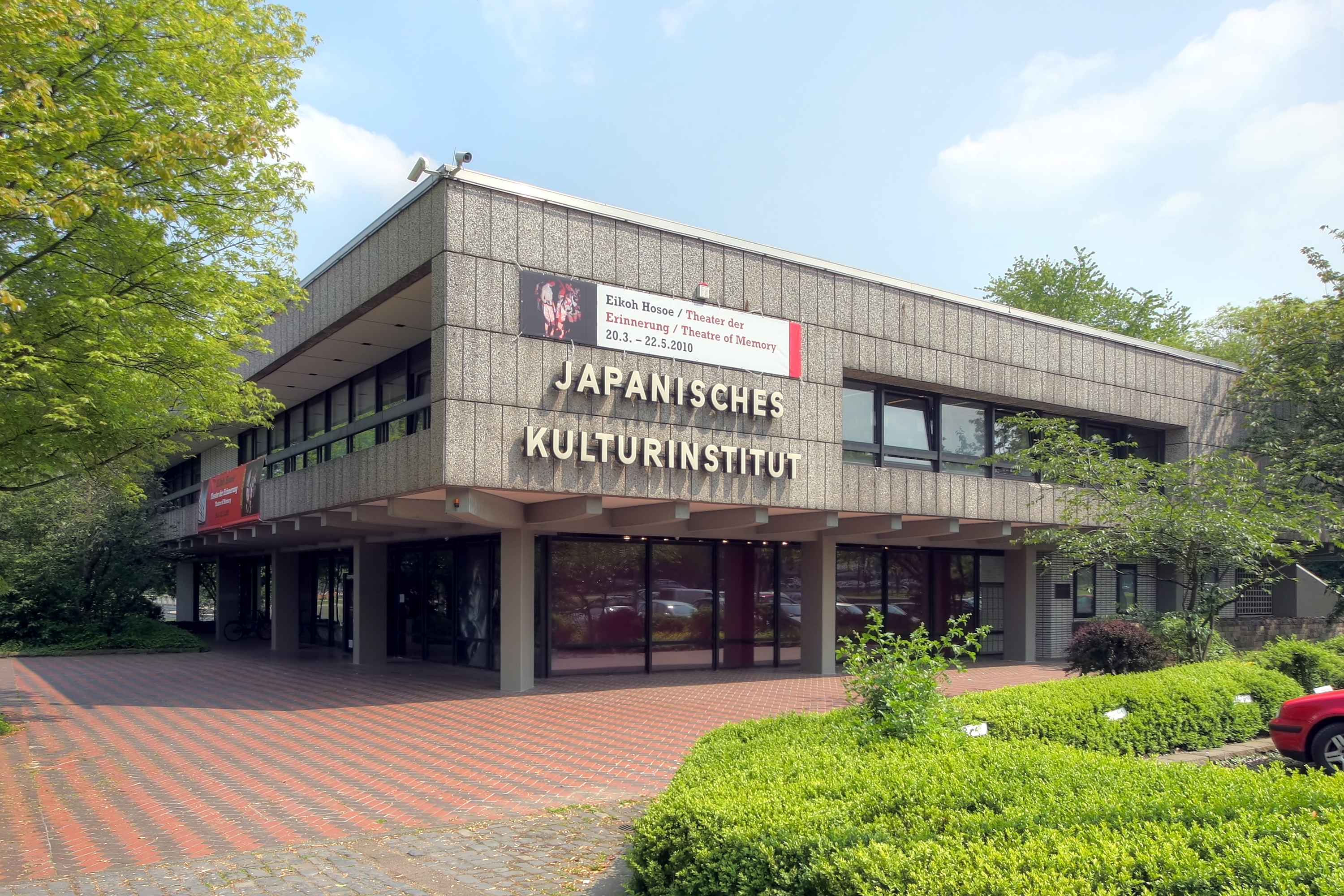
Centro culturale giapponese a Colonia, Germania

La Japan Foundation, che in Italia opera come Istituto giapponese di cultura (giapponese: 国際交流基金, Kokusai Kōryū kikin, it. "fondo di scambio internazionale") è un'istituzione culturale giapponese la cui missione è promuovere e diffondere la lingua e la cultura giapponese. È analoga all'Instituto Cervantes spagnolo o alla Società Dante Alighieri italiana.

## Panoramica

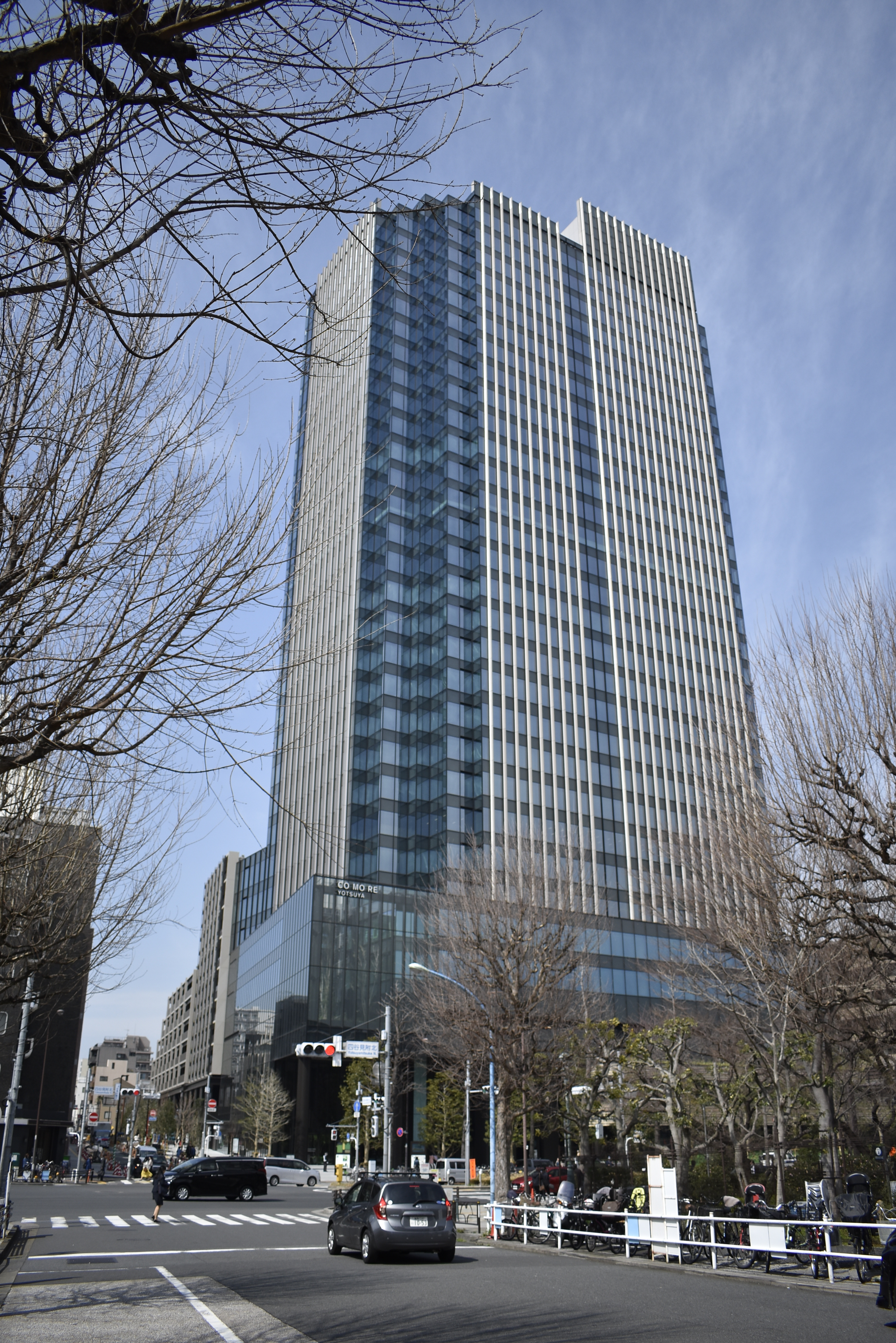
Edificio della Japan Foundation a Tokyo, Giappone

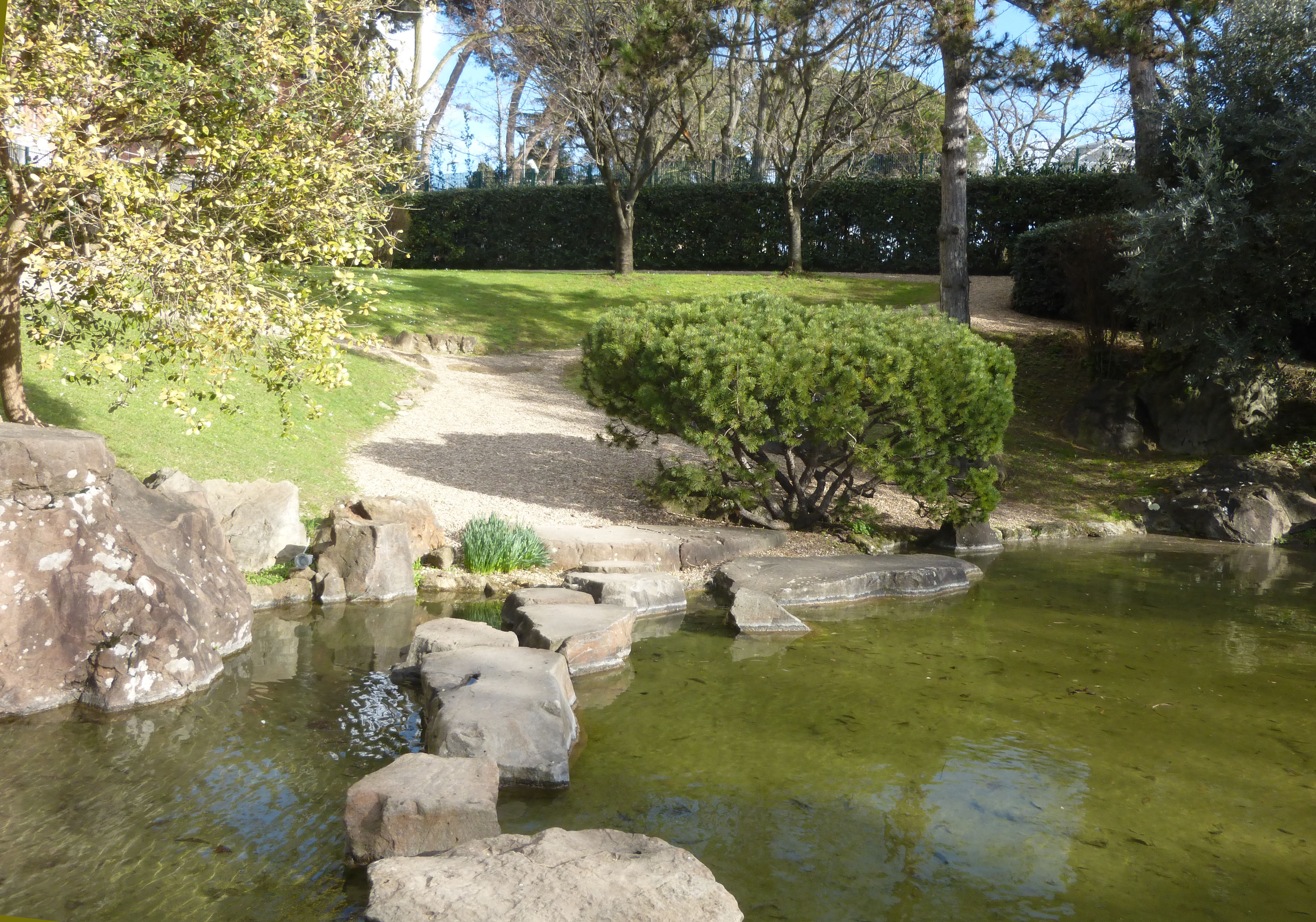
Giardino giapponese al Istituto giapponese di cultura di Roma

La Japan Foundation è stata fondata nel 1972 come successore della "Kokusai Bunka Shinkokai" (KBS, 交際文化振興会), fondata nel 1934. La fondazione gestisce programmi di scambio per scienziati, artisti e specialisti e sostiene finanziariamente la ricerca sul Giappone e l'insegnamento della lingua giapponese all'estero. La Japan Foundation gestisce il test di lingua giapponese più popolare, il JLPT. La fondazione partecipa a eventi culturali, produce e distribuisce materiali sulla cultura giapponese e conduce indagini e ricerche per gestire programmi di scambio culturale internazionale.
La Biblioteca della Japan Foundation (国際交流基金図書館) ha una collezione di libri e riviste sul Giappone. Fu creata dalla KBS all'inizio degli anni '30 e divenne patrimonio della Japan Foundation nel 1972. Nel 1990 la biblioteca contava oltre 40.000 volumi con un focus sulle scienze umane e sociali. Di questi, 22.000 sono stati scritti in inglese o in altre lingue europee. C'erano anche 3.000 tesi di dottorato sugli studi giapponesi scritte da studenti americani. Fanno parte del tesoro della biblioteca importanti studi giapponesi di Lafcadio Hearn, Philipp Franz von Siebold e Engelbert Kaempfer. La biblioteca ha pubblicato Legge e giustizia nel Giappone Tokugawa nel 1988 in 9 volumi.

### In Italia
L'Istituto giapponese di cultura in Roma venne aperto nel 1962 come primo centro culturale giapponese fuori dal Giappone. Originariamente era gestito dalla KBS e nel 1972, quando fu fondata la Japan Foundation passò a quest'ultima istituzione. La sede si trova alle spalle del Museo Nazionale Etrusco di Villa Giulia e non lontano dal fiume Tevere. Oltre all'edificio, l'Istituto giapponese dispone anche di un giardino giapponese. Ogni anno è organizzato un festival del cinema giapponese, accessibile anche online. L'istituto collabora nel doppiaggio dei film giapponesi in italiano e ad aggiungere i sottotitoli. 

## Sedi
La Japan Foundation ha la sede principale a Tokyo e una filiale a Kyoto. Ci sono anche due istituti nazionali di lingua giapponese a Saitama e Osaka.
A livello internazionale, la Japan Foundation coordina 26 filiali estere in 25 paesi:

### Asia e Oceania
- Australia (Sydney)
- Birmania (Yangon)
- Cambogia (Phnom Penh)
- Cina (Pechino)
- Corea del Sud (Seul)
- Filippine (Manila)
- India (Nuova Delhi)
- Indonesia (Giacarta)
- Laos (Vientiane)
- Malaysia (Kuala Lumpur)
- Thailandia (Bangkok)
- Vietnam (Hanoi)

### Americhe
- Brasile (San Paolo)
- Canada (Toronto)
- Messico (Città del Messico)
- Perù (Lima)
- Stati Uniti (New York, Los Angeles)

### Europa, Medio Oriente e Africa
- Egitto (Cairo)
- Francia (Parigi)
- Germania (Colonia)
- Italia (Roma)
- Russia (Mosca)
- Spagna (Madrid)
- Regno Unito (Londra)
- Ungheria (Budapest)

In Germania la Japan Foundation gestisce il Japanisches Kulturinstitut a Colonia mentre in Francia gestisce la Maison de la culture du Japon à Paris.

## Rivista di Wochi Kochi
Rivista di Wochi Kochi (をちこちマガジン) è un sito web giapponese progettato dalla Japan Foundation per aumentare il potere di trasmissione di informazioni sulla cultura giapponese nel mondo. Ha sostituito le riviste cartacee Kokusai-Kouryu ("Commercio internazionale", 1974–2004) e Wochi-Kochi ("Lontano e vicino", 2004–2009). Quelle erano le uniche riviste cartacee nazionali pubblicate appositamente per gli "scambi culturali internazionali". La stessa parola "wochi-kochi" è un pronome dell'antica lingua giapponese "Yamato" che significa "qui e là" o "il futuro e il presente". Come il titolo del web magazine, "wochi-kochi" illustra luoghi e tempi ed esprime il desiderio di diffondere la lingua e la cultura giapponese all'estero; inoltre, svolge un ruolo di ponte culturale tra paesi e popoli. Mantenendo quegli aspetti delle riviste precedenti, il sito web della rivista Wochi-Kochi pubblica ogni mese interviste, articoli e storie serializzate scritte da esperti di vari settori professionali.